# Nippononeta elongata
Nippononeta elongata là một loài nhện trong họ Linyphiidae.
Loài này thuộc chi Nippononeta. Nippononeta elongata được Hirotsugu Ono & Kendo Saito miêu tả năm 2001.